# 富山少年少女合唱団
富山少年少女合唱団（とやましょうねんしょうじょがっしょうだん）は、富山県を拠点に活動する児童合唱団である。

## 概要
1963年（昭和38年）発足の富山児童合唱団と1967年（昭和42年）発足の富山東部児童合唱団が原点となっている。
2015年（平成27年）に富山児童合唱団と富山東部児童合唱団が合併して、富山少年少女合唱団が発足した。合唱団員は、富山市内の小学生・中学生・高校生の30名程度である。
毎年2月の定期演奏会のほか、クラシック・コンサート、舞台、各地での公演なども手がける。2019年に団歌が作られた。2021年5月には、富山少年少女合唱団のホームページが公開された。

## 構成員

### スタッフ
- 指揮者：廣本浩太[2][4]
- ピアニスト：新村真理[5]
- ボイストレーナー：渡辺洋輔

### 団員
- 小学生・中学生・高校生で構成

## 所在地
- 〒930-0966 富山市石金1-5-37（富山市立東部児童館内）

## 近年の演奏プログラム
- 2015年度 - こどもの詩によるこどものための合唱曲集「おやつのうた」 作曲・構成：名田綾子
- 2016年度 - 子どものための合唱ミュージカル「100万回生きたねこ」 作詞：大田倭子 作曲：大田桜子
- 2017年度 - 児童（女声）のための合唱組曲「虫の絵本」 作詞：まど・みちお 作曲：吉岡弘行
- 2018年度 - 合唱組曲「山に富む街-とやまの四季-」 作詞：伊藤恭子 作曲：佐藤進
- 2018年度 - 童声合唱とピアノのための「リフレイン」 作詞：覚和歌子 作曲：信長貴富
- 2019年度 - やなせたかしの詩による二部合唱曲集「ひざっこぞうのうた」 作詞：やなせたかし 作曲：信長貴富
- 2020年度 - 児童（女声）合唱組曲「きのう・きょう・あした」 作詞：ヒビキ・トシヤ 作曲：宮川彬良

## 出演歴
- 2008年 - IEPF まるごと国際理解 地球環境に良いこと体験 IEPF 4th festival held on july 20th!![要出典]
- 2014年 - きらきら子育てフェスタ2014[6]
- 2017年12月1日- クリスマスフェアコンサート（富山県中央植物園）毎年[7]
- 2018年3月11日 - 合唱団樂音樹 第8回演奏会 賛助出演（富山県民会館）[8]
- 2019年2月26日 - billboard classics festival 2019 in TOYAMA-百花繚乱、ヴィーナスたちの競演（オーバード・ホール）[9]
- 2020年2月24日 - 第52回定期演奏会（市民プラザ）[10]

## 共演歴
- 2015年 - 京都市交響楽団、クロネコファミリーコンサートにて[1]
- 2016年 - 合唱団「樂音樹」[1]
- 2017年3月19日 - 玉置浩二[1][2][11]